# メールワーリー語
メールワーリー語（メールワーリーご、英: Merwari）は、インド語派に属する言語である。ラージャスターン州のアジュメール県、ナーガウル県で話されている。

## 言語名別称
- Ajmeri